# Ptychopetalum
Genre
Ptychopetalum est un genre de plantes de la famille des Olacaceae.

## Liste d'espèces
Selon Catalogue of Life (27 septembre 2017) :
- Ptychopetalum anceps Oliver
- Ptychopetalum cuspidatum R.E.Fr.
- Ptychopetalum olacoides Benth.
- Ptychopetalum petiolatum Oliver
- Ptychopetalum uncinatum Anselmino

Selon GRIN (27 septembre 2017) :
- Ptychopetalum olacoides Benth.
- Ptychopetalum uncinatum Anselmino

Selon NCBI (27 septembre 2017) :
- Ptychopetalum olacoides
- Ptychopetalum petiolatum

Selon The Plant List (27 septembre 2017) :
- Ptychopetalum anceps Oliv.
- Ptychopetalum olacoides Benth.
- Ptychopetalum petiolatum Oliv.
- Ptychopetalum uncinatum Anselmino

Selon Tropicos (27 septembre 2017) (Attention liste brute contenant possiblement des synonymes) :
- Ptychopetalum alliaceum De Wild.
- Ptychopetalum anceps Oliv.
- Ptychopetalum nigricans De Wild.
- Ptychopetalum olacoides Benth.
- Ptychopetalum petiolatum Oliv.
- Ptychopetalum uncinatum Anselmino